# John J. Douglass
John Joseph Douglass (* 9. Februar 1873 in East Boston, Massachusetts; † 5. April 1939 in West Roxbury, Massachusetts) war ein US-amerikanischer Politiker. Zwischen 1925 und 1935 vertrat er den Bundesstaat Massachusetts im US-Repräsentantenhaus.

## Leben
John Douglass besuchte die öffentlichen Schulen seiner Heimat und danach bis 1893 das Boston College. Nach einem anschließenden Jurastudium an der Georgetown University und seiner 1897 erfolgten Zulassung als Rechtsanwalt begann er in Boston in diesem Beruf zu arbeiten. Gleichzeitig schlug er als Mitglied der Demokratischen Partei eine politische Laufbahn ein. Zwischen 1899 und 1913 saß er mehrfach als Abgeordneter im Repräsentantenhaus von Massachusetts. In den Jahren 1917 und 1918 war er Delegierter auf einer Versammlung zur Überarbeitung der Staatsverfassung. Zwischenzeitlich trat er auch als Autor in Erscheinung. In den Jahren 1928 und 1932 nahm er als Delegierter an den jeweiligen Democratic National Conventions teil.
Bei den Kongresswahlen des Jahres 1924 wurde Douglass im zehnten Wahlbezirk von Massachusetts in das US-Repräsentantenhaus in Washington, D.C. gewählt, wo er am 4. März 1925 die Nachfolge von Peter Francis Tague antrat. Nach vier Wiederwahlen konnte er bis zum 3. Januar 1935 fünf Legislaturperioden im Kongress absolvieren. Seit 1933 vertrat er dort als Nachfolger von George H. Tinkham den elften Distrikt seines Staates. Ebenfalls seit 1933 wurden im Kongress die ersten der New-Deal-Gesetze der Bundesregierung unter Präsident Franklin D. Roosevelt verabschiedet. Von 1931 bis 1935 war Douglass Vorsitzender des Bildungsausschusses. 1934 wurde er von seiner Partei nicht mehr zur Wiederwahl nominiert.
Nach dem Ende seiner Zeit im US-Repräsentantenhaus praktizierte John Douglass wieder als Anwalt. Seit 1935 bis zu seinem Tod war er Beauftragter der Stadt Boston für die dortigen Strafanstalten. Er starb am 5. April 1939 in West Roxbury.